# Maria Noichl
Maria Noichl (ur. 9 stycznia 1967 w Rosenheim) – niemiecka polityk i działaczka samorządowa, posłanka do landtagu Bawarii, deputowana do Parlamentu Europejskiego VIII, IX i X kadencji.

## Życiorys
Kształciła się w szkole dla dziewcząt w Rosenheim, w 1991 uzyskała dyplom maturalny ukończenia szkoły zawodowej. W 1995 otrzymała kwalifikacje pedagogiczne. Do 2008 pracowała jako nauczycielka przedmiotów zawodowych. Była przewodniczącą rady pracowniczej, zaangażowała się w działalność różnych organizacji społecznych i pracowniczych (m.in. Arbeiterwohlfahrt i ver.di). W 1991 została członkinią Socjaldemokratycznej Partii Niemiec. W 2002 uzyskała mandat radnej miejskiej w Rosenheim, a w latach 2008–2013 była posłanką do bawarskiego landtagu.
W wyborach europejskich w 2014 z ramienia socjaldemokratów została wybrana do Europarlamentu VIII kadencji. Z powodzeniem ubiegała się o reelekcję w 2019 i 2024.